# FIS Ladies Grand Prix 2002
FIS Ladies Grand Prix 2002 (niem. 4. FIS-Ladies-Grand-Prix) – czwarta edycja FIS Ladies Winter Tournee, przeprowadzona w sezonie 2001/2002 na skoczniach w Niemczech i Austrii. 
Początek turnieju nastąpił 30 stycznia 2002, podczas zawodów indywidualnych na skoczni w Saalfelden. Trzy dni później rozegrano konkurs w Breitenbergu, a następnego dnia na tym samym obiekcie odbyły się zawody drużynowe. Kolejne zmagania zostały rozegrane w Baiersbronn, a turniej zakończył się 9 lutego w Schönwaldzie. 
Pierwsze dwa konkursy indywidualne wygrała Daniela Iraschko. W trzecich zmaganiach – drużynowych najlepsza okazała się reprezentacja Austrii, która wystąpiła w składzie: Verena Floss, Magdalena Kubli, Eva Ganster, Daniela Iraschko. Przedostatnie zawody indywidualne wygrała Helena Olsson, a w ostatnim konkursie triumfowały ex aequo Eva Ganster i Helena Olsson. 
Zwyciężczynią czwartej edycji turnieju została po raz trzeci Daniela Iraschko, która zdobyła najwięcej punktów w klasyfikacji łącznej FIS Ladies Grand Prix. Na drugim stopniu podium cyklu stanęła Anette Sagen, a na trzecim – Helena Olsson.
W cyklu wystartowało łącznie 41 zawodniczek z dziewięciu narodowych reprezentacji.

## Przed FIS Ladies Grand Prix

### Tło
Do 1998 roku Międzynarodowa Federacja Narciarska nie organizowała żadnych konkursów kobiecych. Zdarzało się jednak, że skoczkinie startowały w roli przedskoczków w zawodach mężczyzn lub występowały jako zawodniczki, ale nie były klasyfikowane. W styczniu 1998 w Sankt Moritz odbyły się nieoficjalne mistrzostwa świata juniorek, które są uznawane za pierwsze międzynarodowe zawody kobiece. W marcu tego samego roku odbyły się natomiast pierwsze seniorskie zawody kobiet pod egidą Międzynarodowej Federacji Narciarskiej – dwa konkursy Pucharu Kontynentalnego w Schönwaldzie. W kolejnym sezonie po raz pierwszy zorganizowano FIS Ladies Grand Tournee, będący pierwszym międzynarodowym cyklem zawodów kobiet, rozgrywanym przez Międzynarodową Federację Narciarską.
Spośród zawodniczek startujących w FIS Ladies Grand Prix w 2002 roku, dwadzieścia pięć brało udział w poprzedniej – trzeciej edycji turnieju. Wśród zawodniczek sklasyfikowanych w pierwszej dwudziestce poprzedniej edycji, na stracie zabrakło tylko jedenastej Karli Keck, dwunastej Yoshiko Kasai, osiemnastej Elizabeth Szotyori (Stany Zjednoczone) i dziewiętnastej Cariny Hils (Niemcy). W FIS Ladies Grand Prix 2001 zwyciężyła Daniela Iraschko, drugie miejsce zajęła Henriette Smeby, a trzecie Eva Ganster. W edycji z 2002 roku zabrakło Sandry Kaiser, zwyciężczyni pierwszej edycji turnieju.
W poprzednich edycjach turnieju dwukrotnie zwyciężała Daniela Iraschko (2000, 2001) i raz jej rodaczka Sandra Kaiser (1999). Austriaczka Eva Ganster dwukrotnie stawała na podium klasyfikacji łącznej turnieju (druga w 2000 roku, trzecia w 2001). Latem także był rozgrywany turniej na podobieństwo FLGP - FIS Sommer Ladies Tournee, latem 2001 roku odbyła się pierwsza edycja tego turniej. Zwyciężyła Daniela Iraschko, przed Evą Ganster i Ayumi Watase.

### Program turnieju
Przed rozpoczęciem FIS Ladies Grand Prix 2002 podany został oficjalny program serii treningowych, próbnych i konkursowych oraz innych wydarzeń bezpośrednio związanych z turniejem. Poniższa tabela przedstawia szczegółowy wykaz tych wydarzeń, zgodny z pierwotnym planem organizacji turnieju.
| Data             | Miejsce     | Godzina     | Wydarzenie                    |
| ---------------- | ----------- | ----------- | ----------------------------- |
| 28 stycznia 2002 | –           | 19:00       | przyjazd do Saalfelden        |
| 29 stycznia 2002 | Saalfelden  | 14:00       | otwarta seria treningowa      |
| 30 stycznia 2001 | Saalfelden  | 14:00       | pierwszy konkurs indywidualny |
| 1 lutego 2002    | Breitenberg | 14:00-18:00 | otwarta seria treningowa      |
| 2 lutego 2002    | Breitenberg | 18:00       | oficjalna seria treningowa    |
| 2 lutego 2002    | Breitenberg | 19:00       | konkurs drużynowy             |
| 3 lutego 2002    | Breitenberg | 13:30       | drugi konkurs indywidualny    |
| 5 lutego 2002    | Baiersbronn | 18:00       | oficjalna seria treningowa    |
| 6 lutego 2002    | Baiersbronn | 18:00       | trzeci konkurs indywidualny   |
| 8 lutego 2002    | Schönwald   | 14:00       | otwarta seria treningowa      |
| 9 lutego 2002    | Schönwald   | 10:00       | oficjalna seria treningowa    |
| 9 lutego 2002    | Schönwald   | 13:30       | czwarty konkurs indywidualny  |

## Zasady
Zasady obowiązujące w FIS Ladies Grand Tournee są takie same, jak podczas zawodów Pucharu Świata, czy Pucharu Kontynentalnego.
Do klasyfikacji generalnej FIS Ladies Grand Prix zaliczane były noty punktowe zdobyte przez zawodniczki podczas konkursów.
Skoki oceniane były w taki sam sposób, jak podczas zawodów Pucharu Świata, czy Pucharu Kontynentalnego. Za osiągnięcie odległości równej punktowi konstrukcyjnemu zawodniczka otrzymywała 60 punktów. Za każdy dodatkowy metr uzyskiwała dodatkowo 2 punkty, natomiast za każdy metr poniżej punktu K – minus 2 punkty. Ponadto, styl skoku i lądowania podlegał ocenie przez pięciu sędziów wybranych przez FIS, którzy mogli przyznać maksymalnie po 20 punktów. Dwie skrajne noty (najwyższa i najniższa) nie wliczane były do noty końcowej.

## Skocznie
Konkursy FIS Ladies Grand Prix w 2002 przeprowadzone zostały na czterech skoczniach narciarskich – Bibergschanze w Saalfelden, Baptist-Kitzlinger-Schanze w Breitenbergu, Große Ruhestein w Baiersbron oraz Adlerschanze w Schönwaldzie. Wszystkie obiekty były skoczniami normalnymi.
|  | Nazwa skoczni              | Miejscowość | Punkt K | Punkt jury | Rekord skoczni | Rekord skoczni           | Rekord skoczni        |
|  | -------------------------- | ----------- | ------- | ---------- | -------------- | ------------------------ | --------------------- |
|  | Bibergschanze              | Saalfelden  | K-85    | 95,0 m     | 98,0 m         | Kazuki Nishishita        | 03.02.1999            |
|  | Baptist-Kitzlinger-Schanze | Breitenberg | K-75    | 82,0 m     | 82,5 m         | Yūta Watase              | 10.10.1999            |
|  | Große Ruhestein            | Baiersbronn | K-85    | 90,0 m     | 91,0 m         | David Zauner Marko Simič | 14.01.2002            |
|  | Adlerschanze               | Schönwald   | K-85    | 93,0 m     | 93,5 m         | Robert Křenek Tami Kiuru | 07.03.1998 09.02.2001 |

## Jury
Głównymi dyrektorami konkursów w ramach FIS Ladies Grand Tournee byli kolejno: Adi Eder, Alois Uhrmann, ponownie Alois Uhrmann, Bischoff Fritz i Uli Gasche. Sędzią technicznym podczas wszystkich zawodów turnieju był Austriak Johannes Vouk, a jego asystentami byli kolejno: w dwóch konkursach w Breitenbergu – Walter Vogel, w Baiersbronn – Wilfried Birkenstamm, a w Schönwaldzie – Uli Forner.
W poniższej tabeli znajduje się zestawienie wszystkich sędziów, którzy oceniali styl skoków podczas konkursów FIS Ladies Grand Prix 2002 wraz z zajmowanymi przez nich miejscami na wieży sędziowskiej.
| Sędzia            | Kraj    | Stanowisko na wieży sędziowskiej | Stanowisko na wieży sędziowskiej | Stanowisko na wieży sędziowskiej | Stanowisko na wieży sędziowskiej | Stanowisko na wieży sędziowskiej |
| Sędzia            | Kraj    | Saalfelden                       | Breitenberg                      | Breitenberg                      | Baiersbronn                      | Schönwald                        |
| ----------------- | ------- | -------------------------------- | -------------------------------- | -------------------------------- | -------------------------------- | -------------------------------- |
| Manfred Bachmann  | Niemcy  | B                                | –                                | –                                | –                                | –                                |
| Otto Baier        | Niemcy  | –                                | –                                | –                                | E                                | D                                |
| Wolfgang Burger   | Niemcy  | –                                | –                                | –                                | –                                | B                                |
| Carsten Dieterle  | Niemcy  | –                                | –                                | –                                |                                  |                                  |
| Kurt Finkbeiner   | Niemcy  | –                                | –                                | –                                | –                                | A                                |
| Edgar Ganster     | Austria | C                                | –                                | –                                | –                                | –                                |
| Hartmut Haist     | Niemcy  | –                                | –                                | –                                | A                                | –                                |
| Franz Klausmann   | Niemcy  | –                                | –                                | –                                | –                                | C                                |
| Paul Klawzar      | Niemcy  | –                                | –                                | –                                | D                                | –                                |
| Tabea Klumpp      | Niemcy  | –                                | –                                | –                                | C                                | –                                |
| Ernst Kuchler     | Niemcy  | –                                | B                                | B                                | –                                | –                                |
| Ernst Marpe       | Niemcy  | –                                | –                                | –                                | –                                | E                                |
| Wilhelm Putz      | Austria | D                                | –                                | –                                | –                                | –                                |
| Karl Schlechter   | Niemcy  | –                                | E                                | E                                | –                                | –                                |
| Peter Stattmann   | Austria | E                                | –                                | –                                | –                                | –                                |
| Michael Vogel     | Niemcy  | –                                | D                                | D                                | –                                | –                                |
| Helmut Weinberger | Niemcy  | –                                | A                                | A                                | –                                | –                                |
| Stefan Wolf       | Austria | A                                | –                                | –                                | –                                | –                                |
| Paul Wölfl        | Niemcy  | –                                | C                                | C                                | –                                | –                                |

## Podium klasyfikacji łącznej
| Zawodniczka      | Saalfelden | Saalfelden | Saalfelden | Breitenberg | Breitenberg | Breitenberg | Baiersbronn | Baiersbronn | Baiersbronn | Schönwald | Schönwald | Schönwald | Nota łączna | Strata |
| Zawodniczka      | Skok 1     | Skok 2     | Nota       | Skok 1      | Skok 2      | Nota        | Skok 1      | Skok 2      | Nota        | Skok 1    | Skok 2    | Nota      | Nota łączna | Strata |
| ---------------- | ---------- | ---------- | ---------- | ----------- | ----------- | ----------- | ----------- | ----------- | ----------- | --------- | --------- | --------- | ----------- | ------ |
| Daniela Iraschko | 93,5 m     | 91,5 m     | 258,0      | 77,5 m      | 83,5 m      | 252,2       | 85,5 m      | 85,5 m      | 230,5       | 78,0 m    | –         | 98,0      | 838,7       | –      |
| Anette Sagen     | 90,5 m     | 89,5 m     | 241,5      | 78,0 m      | 80,0 m      | 243,1       | 85,5 m      | 86,0 m      | 227,0       | 90,5 m    | –         | 124,0     | 835,6       | 3,1    |
| Helena Olsson    | 83,0 m     | 85,0 m     | 217,0      | 75,0 m      | 80,5 m      | 237,1       | 85,0 m      | 88,5 m      | 233,5       | 92,0 m    | –         | 125,0     | 812,6       | 26,1   |

## Przebieg zawodów

### Saalfelden

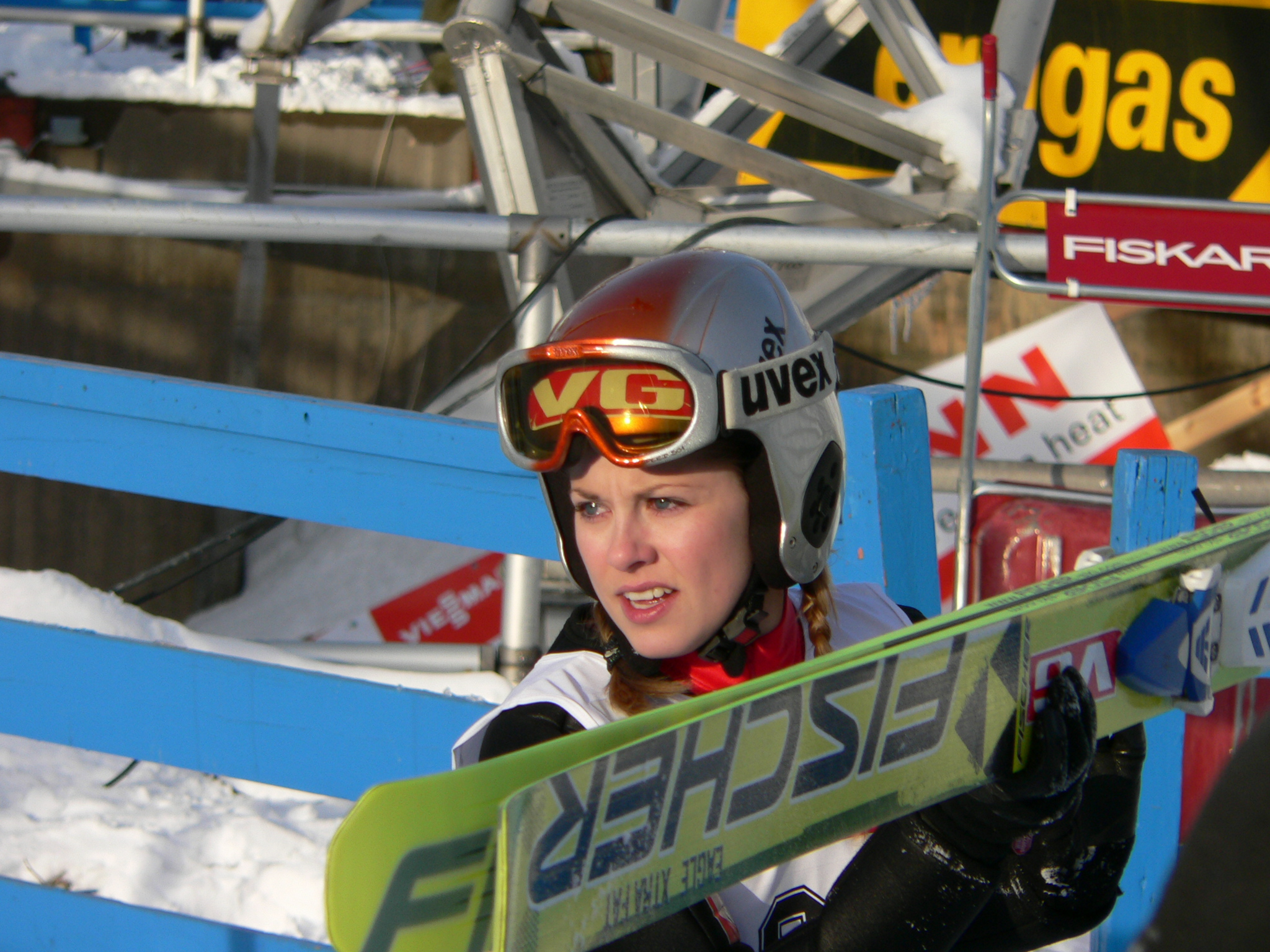
Anette Sagen – druga zawodniczka pierwszego konkursu indywidualnego FIS Ladies Grand Prix w Saalfelden.

Pierwszy z konkursów indywidualnych, przeprowadzony w ramach FIS Ladies Grand Prix, odbył się na obiekcie normalnym w Saalfelden. W pierwszej serii konkursowej dwóm zawodniczkom udało się osiągnąć odległość powyżej, bądź równą punktu konstrukcyjnego, umieszczonego na 85 metrze. Pierwszą która tego dokonała, była skacząca z numerem 29 Anette Sagen, która skoczyła na 90,5 metra. Trzy metry dalej lądowała Daniela Iraschko, co okazało się najdalszą odległością całego konkursu. Notę łączną powyżej 100 punktów uzyskały jeszcze tylko cztery zawodniczki: Ayumi Watase (101,0 punktów), Helena Olsson (107,5 punktu), Henriette Smeby (110,0 punktów) i Eva Ganster (110,5 punktu). Po pierwszej serii liderką była Iraschko, z jedenastoma punktami przewagi nad Sagen, i dwudziestoma dwoma punktami nad trzecią Evą Ganster.
Jako pierwsza w serii finałowej, skok 80 metrowy oddała Helena Olsson, która skoczyła 85,0 metrów. Dzięki temu skokowi awansowała na trzecią pozycję w klasyfikacji łącznej konkursu. Odległościowo lepszy rezultat osiągnęła Sagen (89,5 m) i Iraschko (91,5 m). Prowadząca po pierwszej serii Austriaczka, dzięki najlepszemu skokowi w drugiej serii, utrzymała prowadzenie i powiększyła przewagę nad drugą Sagen, z jedenastu do szesnastu i pół punktu. Na trzecim miejscu ze stratą czterdziestu jeden punktów, uplasowała się Szwedka Helena Olsson.
Podczas zawodów było słonecznie, a temperatura wynosiła –2,5 °C.

#### Wyniki zawodów (30.01.2002)
| 1.  | Daniela Iraschko      | Austria           | 93,5 | 132,5 | 91,5 | 125,5 | 258,0 |
| 2.  | Anette Sagen          | Norwegia          | 90,5 | 121,5 | 89,5 | 120,0 | 241,5 |
| 3.  | Helena Olsson         | Szwecja           | 83,0 | 107,5 | 85,0 | 109,5 | 217,0 |
| 4.  | Eva Ganster           | Austria           | 84,5 | 110,5 | 81,5 | 106,0 | 216,5 |
| 5.  | Henriette Smeby       | Norwegia          | 82,5 | 110,0 | 80,0 | 100,0 | 210,0 |
| 6.  | Ayumi Watase          | Japonia           | 79,0 | 101,0 | 78,0 | 99,0  | 200,0 |
| 7.  | Ann-Kathrin Reger     | Niemcy            | 78,5 | 97,5  | 76,0 | 92,0  | 189,5 |
| 8.  | Jessica Jerome        | Stany Zjednoczone | 75,0 | 85,0  | 78,0 | 96,5  | 181,5 |
| 9.  | Erika Westlund        | Szwecja           | 76,0 | 94,0  | 71,5 | 83,5  | 177,5 |
| 10. | Magdalena Kubli       | Austria           | 75,0 | 86,5  | 75,0 | 86,5  | 173,0 |
| 11. | Monika Pogladič       | Słowenia          | 75,0 | 85,5  | 75,0 | 86,0  | 171,5 |
| 12. | Line Jahr             | Norwegia          | 71,0 | 82,0  | 74,0 | 88,5  | 170,5 |
| 13. | Laura Gruß            | Niemcy            | 74,5 | 89,0  | 71,0 | 80,5  | 169,5 |
| 14. | Izumi Yamada          | Japonia           | 74,5 | 90,5  | 67,5 | 73,0  | 163,5 |
| 15. | Michaela Schmidt      | Niemcy            | 77,5 | 95,5  | 65,0 | 61,5  | 157,0 |
| 16. | Lindsey Van           | Stany Zjednoczone | 70,0 | 83,0  | 65,0 | 70,0  | 153,0 |
| 17. | Rieko Kanai           | Japonia           | 70,0 | 73,5  | 69,5 | 74,0  | 147,5 |
| 18. | Kristin Schmidt       | Niemcy            | 64,0 | 65,5  | 71,0 | 81,0  | 146,5 |
| 19. | Rosemarie Wenk        | Szwajcaria        | 65,0 | 66,5  | 64,0 | 66,0  | 132,5 |
| 20. | Ulrike Gräßler        | Niemcy            | 64,0 | 64,5  | 63,0 | 60,5  | 125,0 |
| 21. | Verena Floss          | Austria           | 65,0 | 66,0  | 60,0 | 56,0  | 122,0 |
| 22. | Katrin Stefaner       | Austria           | 60,0 | 57,5  | 59,0 | 53,0  | 110,5 |
| 23. | Linda Eriksson        | Szwecja           | 61,5 | 53,5  | 60,5 | 53,5  | 107,0 |
| 24. | Kristin Fridtun       | Norwegia          | 60,0 | 51,0  | 60,0 | 51,0  | 102,0 |
| 25. | Tanja Drage           | Austria           | 59,0 | 51,0  | 58,0 | 50,5  | 101,5 |
| 25. | Tanja Volčjak         | Słowenia          | 58,0 | 47,5  | 60,0 | 54,0  | 101,5 |
| 27. | Camille Lizon Au Crie | Francja           | 60,0 | 49,0  | 60,5 | 51,0  | 100,0 |
| 28. | Virginie Reynaud      | Francja           | 59,0 | 50,5  | 59,0 | 49,0  | 99,5  |
| 29. | Misaki Shigeno        | Japonia           | 60,0 | 49,0  | 60,0 | 49,0  | 98,0  |
| 30. | Brigit Tuss           | Niemcy            | 61,0 | 52,5  | 57,0 | 44,5  | 97,0  |
| 31. | Sandra Brännlund      | Szwecja           | 59,0 | 48,0  | 57,0 | 43,5  | 91,5  |
| 32. | Stine Lobben          | Norwegia          | 60,0 | 49,0  | 55,0 | 38,5  | 87,5  |
| 33. | Kerstin Mörtl         | Austria           | 54,0 | 43,0  | 54,0 | 41,5  | 84,5  |
| 34. | Lydie Bernard         | Francja           | 55,0 | 39,0  | 53,0 | 34,5  | 73,5  |

### Breitenberg

#### Pierwszy konkurs (indywidualny)

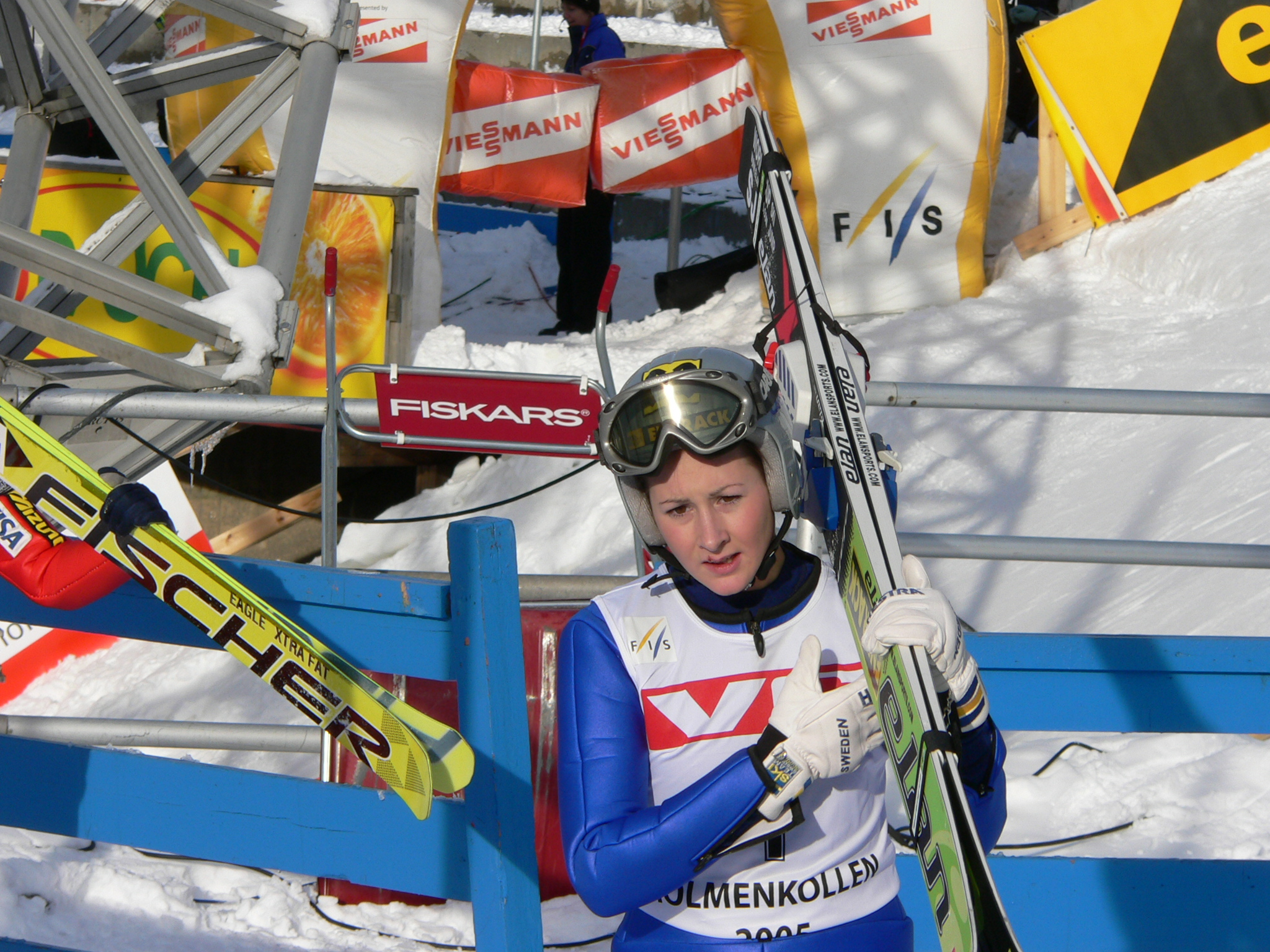
Helena Olsson – trzecia zawodniczka konkursu FIS Ladies Grand Prix w Breitenbergu.

Drugimi zawodami rozegranymi w ramach FIS Ladies Grand Prix był konkurs indywidualny w Breitenbergu. W pierwszej serii trzem zawodniczkom udało się, uzyskać odległość powyżej punktu konstrukcyjnego, umieszczonego na 75 metrze. Pierwszą która tego dokonała, była skacząca z 39 numerem Helena Olsson - uzyskała odległość 75,0 metrów. Skacząca tuż po niej Anette Sagen, skoczyła 3 metry dalej. Natomiast pół metra gorszy rezultat uzyskała Daniela Iraschko, jednak uzyskała nieco lepsze noty sędziowskie niż Sagen. Po pierwszej serii na prowadzeniu była Iraschko, przed Sagen i Ganster.
W serii finałowej, pięciu zawodniczkom udało się uzyskać odległość powyżej 75 metrów. Pierwsza, która tego dokonała, była trzynastoletnia Ann-Kathrin Reger. Odległościowo lepsze rezultaty uzyskały, tylko trzy zawodniczki : Anette Sagen (80,0 m), Helena Olsson (80,5 m) i Daniela Iraschko (83,5 m). Wynik Austriaczki był o metry lepszy, niż rekordowy rezultat z października 1999 roku Yūty Watase, jednak rekordy należące do kobiet nie są uznawane. Zawody wygrała prowadząca po pierwszej serii Daniela Iraschko, drugie miejsce ze stratą 9,1 punktu zajęła 	Anette Sagen, a trzecie Helena Olsson (15,1 punktu straty).
Podczas konkursu było pogodnie.

##### Wyniki zawodów (02.02.2002)
| 1.  | Daniela Iraschko      | Austria           | 77,5 | 121,0 | 83,5 | 131,2 | 252,2 |
| 2.  | Anette Sagen          | Norwegia          | 78,0 | 119,1 | 80,0 | 124,0 | 243,1 |
| 3.  | Helena Olsson         | Szwecja           | 75,0 | 112,5 | 80,5 | 124,6 | 237,1 |
| 4.  | Eva Ganster           | Austria           | 74,5 | 114,4 | 75,0 | 114,5 | 228,9 |
| 5.  | Izumi Yamada          | Japonia           | 71,0 | 103,7 | 71,0 | 104,7 | 208,4 |
| 6.  | Angelika Kühorn       | Niemcy            | 70,5 | 100,1 | 72,0 | 105,9 | 206,0 |
| 7.  | Magdalena Kubli       | Austria           | 71,5 | 103,8 | 70,5 | 101,6 | 205,4 |
| 8.  | Michaela Schmidt      | Niemcy            | 71,5 | 105,3 | 68,5 | 98,2  | 203,5 |
| 9.  | Ayumi Watase          | Japonia           | 69,5 | 98,4  | 71,0 | 104,2 | 202,6 |
| 10. | Ann-Kathrin Reger     | Niemcy            | 72,5 | 85,5  | 77,0 | 116,4 | 201,9 |
| 11. | Rieko Kanai           | Japonia           | 71,0 | 103,2 | 69,5 | 98,4  | 201,6 |
| 12. | Line Jahr             | Norwegia          | 67,0 | 95,4  | 72,5 | 105,5 | 200,9 |
| 13. | Jessica Jerome        | Stany Zjednoczone | 70,5 | 101,6 | 78,5 | 98,7  | 200,3 |
| 14. | Lindsey Van           | Stany Zjednoczone | 68,5 | 99,2  | 68,0 | 100,1 | 199,3 |
| 15. | Monika Pogladič       | Słowenia          | 69,0 | 96,8  | 70,0 | 100,0 | 196,8 |
| 16. | Rosemarie Wenk        | Szwajcaria        | 68,5 | 97,7  | 69,5 | 98,9  | 196,6 |
| 17. | Ulrike Gräßler        | Niemcy            | 69,5 | 97,4  | 68,5 | 96,2  | 193,6 |
| 18. | Stefanie Krieg        | Niemcy            | 64,5 | 86,9  | 68,0 | 96,1  | 183,0 |
| 19. | Nicole Hauer          | Niemcy            | 63,5 | 81,7  | 67,5 | 94,0  | 175,7 |
| 20. | Erika Westlund        | Szwecja           | 62,0 | 81,9  | 67,0 | 92,4  | 174,3 |
| 21. | Kristin Schmidt       | Niemcy            | 64,5 | 86,4  | 64,0 | 84,8  | 171,2 |
| 22. | Heidi Roth            | Niemcy            | 61,0 | 77,7  | 66,0 | 89,7  | 167,4 |
| 23. | Verena Floss          | Austria           | 63,5 | 84,2  | 63,5 | 82,7  | 166,9 |
| 24. | Misaki Shigeno        | Japonia           | 61,5 | 78,8  | 65,0 | 86,0  | 164,8 |
| 25. | Brigit Tuss           | Niemcy            | 61,0 | 78,2  | 64,5 | 85,9  | 164,1 |
| 26. | Tanja Volčjak         | Słowenia          | 61,5 | 80,3  | 63,5 | 83,7  | 164,0 |
| 27. | Camille Lizon Au Crie | Francja           | 58,5 | 71,2  | 67,0 | 89,9  | 161,1 |
| 28. | Laura Gruß            | Niemcy            | 61,5 | 80,8  | 61,0 | 79,7  | 160,5 |
| 29. | Katrin Stefaner       | Austria           | 62,5 | 80,5  | 62,0 | 79,4  | 159,9 |
| 30. | Jenna Mohr            | Niemcy            | 62,0 | 75,9  | 72,0 | 81,4  | 157,3 |
| 31. | Tanja Drage           | Austria           | 59,5 | 75,4  | 61,5 | 77,8  | 153,2 |
| 32. | Petra Mörtl           | Austria           | 59,5 | 71,9  | 63,0 | 80,6  | 152,5 |
| 33. | Lydie Bernard         | Francja           | 58,5 | 71,2  | 62,5 | 80,5  | 151,7 |
| 34. | Kristin Fridtun       | Norwegia          | 59,5 | 72,9  | 61,0 | 75,7  | 148,6 |
| 35. | Stine Lobben          | Norwegia          | 56,5 | 66,8  | 62,5 | 79,0  | 145,8 |
| 36. | Virginie Reynaud      | Francja           | 55,0 | 62,5  | 61,5 | 78,8  | 141,3 |
| 37. | Anna Häfele           | Niemcy            | 63,0 | 79,6  | 61,5 | 56,3  | 135,9 |
| 38. | Kerstin Mörtl         | Austria           | 55,5 | 64,1  | 58,5 | 70,7  | 134,8 |
| 39. | Sandra Brännlund      | Szwecja           | 55,5 | 63,1  | 55,5 | 62,6  | 125,7 |

#### Drugi konkurs (drużynowy)

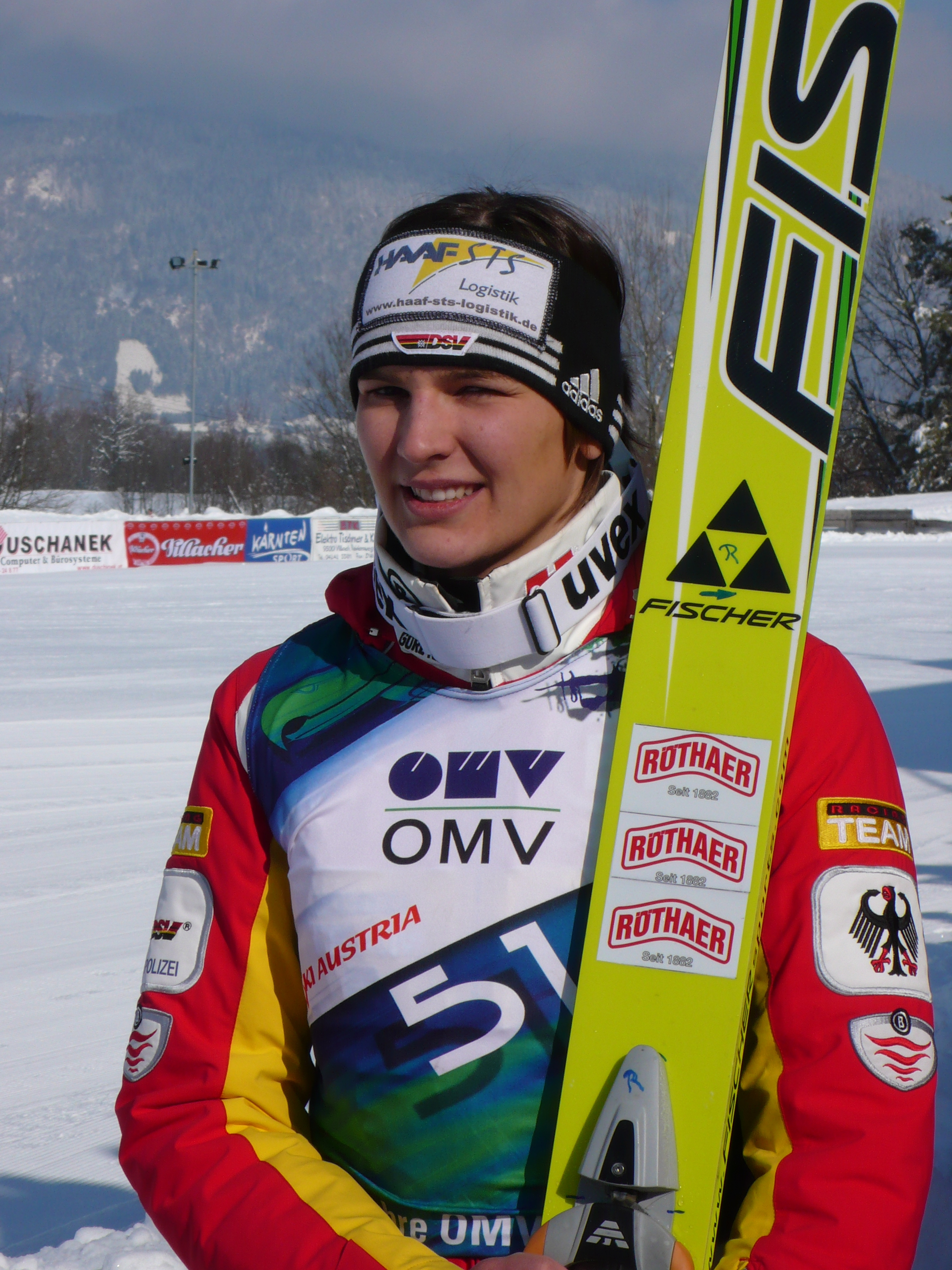
Ulrike Gräßler – druga zawodniczka konkursu drużynowego FIS Ladies Grand Prix w Breitenbergu.

Trzecią konkurencją czwartej edycji FIS Ladies Grand Prix były zawody drużynowe na skoczni normalnej w Breitenbergu, które odbyły się 3 lutego. W konkursie wystartowało dziesięć drużyn - osiem reprezentacji narodowych i dwie drużyny mieszane. Po pierwszej kolejce skoków, na prowadzeniu była reprezentacja Japonii. Najdalej skoczyła Rieko Kanai, która uzyskała 71,5 metra. Tuż za Japonkami znajdowały się dwie ekipy Niemiec. Najdalej w drugiej kolejce – 72 metry – skoczyła reprezentantka Austrii, Magdalena Kubli. Na prowadzeniu pozostała ekipa japońska. W trzeciej turze najdłuższy skok oddała Eva Ganster (Austria), która uzyskała o trzy metry lepszy rezultat niż wcześniej wspomniana Kubli. Reprezentantka Japonii Ayumi Watase, uzyskała tylko pół metra gorszy rezultat od Ganster, w wyniku czego reprezentacja Japonii utrzymała się na prowadzeniu. W ostatniej grupie pierwszej serii najdalej skoczyła Daniela Iraschko (77,5 m), dzięki czemu Austriaczki wyszły na pozycję lidera. Skok o 5,5 metra krótszy oddała Jessica Jerome, co pozwoliło awansować pierwszej drużynie mieszanej na drugie miejsce. Na trzecie miejsce, spadły Japonki ponieważ nieco gorszy skok oddała Izumi Yamada.
Najdłuższym skokiem piątej kolejki okazały się 73,0 metry Rieko Kanai, co pozwoliło reprezentacji Japonii awansować na drugą pozycję. Osiem i pół metra bliżej od Kanai lądowała Verena Floss, dzięki czemu Austria pozostała liderem konkursu. W szóstej kolejce najdalej skoczyła Magdalena Kubli, która uzyskała 75,0 metrów. Pięć i pół metra krócej skoczyła reprezentantka Niemiec, Ulrike Gräßler. W przedostatniej - siódmej kolejce najdalej skoczyła Austriaczka Eva Ganster. Po siódmej kolejce za prowadzącymi Austriaczkami, na drugim miejscu plasowały się Niemki, które z przewagą siedmiu i trzech dziesiątych punktu, wyprzedzały mieszaną drużynę Słowenek i Amerykanek. W ostatniej, ósmej kolejce a zarazem w całym konkursie, najdalej skoczyła reprezentantka Austrii, Daniela Iraschko (80,5 m), która w nieoficjalnej klasyfikacji indywidualnej zajęła pierwsze miejsce. Dzięki temu reprezentacja Austrii utrzymała pierwsze miejsce w końcowej klasyfikacji zawodów. Na drugim miejscu uplasowała się pierwsza reprezentacja Niemiec, a na trzecim mieszana drużyna Słowenii i Stanów Zjednoczonych, jednak startowała ona poza konkurencją. W związku z powyższym na trzecim miejscu ulokowała się reprezentacja Norwegii.
Podczas konkursu było słonecznie.. 

##### Wyniki zawodów (03.02.2002)
| Miejsce          | Reprezentacja                                    | Zawodniczka           | Seria 1 | Seria 1   | Seria 2         | Seria 2 | Nota zespołu |       |      |       |       |
| Miejsce          | Reprezentacja                                    | Zawodniczka           | Skok    | Nota      | Skok            | Nota    | Nota zespołu |       |      |       |       |
| ---------------- | ------------------------------------------------ | --------------------- | ------- | --------- | --------------- | ------- | ------------ | ----- | ---- | ----- | ----- |
| Miejsce          | Reprezentacja                                    | Zawodniczka           | 1.      | Austria I | Verena Floss    | 63,5    | Nota zespołu | 81,2  | 64,5 | 83,9  | 849,6 |
| Miejsce          | Reprezentacja                                    | Zawodniczka           | 1.      | Austria I | Magdalena Kubli | 72,0    | Nota zespołu | 103,4 | 75,0 | 110,0 | 849,6 |
| Eva Ganster      | 75,0                                             | 114,0                 | 1.      | Austria I | 75,0            | 114,0   |              |       |      |       | 849,6 |
| Daniela Iraschko | 77,5                                             | 119,0                 | 1.      | Austria I | 80,5            | 124,1   |              |       |      |       | 849,6 |
| 2.               | Niemcy I                                         | Michaela Schmidt      | 68,0    | 95,1      | 72,0            | 105,4   | 793,5        |       |      |       |       |
| 2.               | Niemcy I                                         | Ulrike Gräßler        | 64,0    | 83,3      | 69,5            | 96,4    | 793,5        |       |      |       |       |
| 2.               | Niemcy I                                         | Angelika Kühorn       | 71,0    | 100,2     | 72,0            | 103,9   | 793,5        |       |      |       |       |
| 2.               | Niemcy I                                         | Ann-Kathrin Reger     | 70,0    | 100,0     | 73,5            | 109,2   | 793,5        |       |      |       |       |
| 3.               | Drużyna mieszana I (Słowenia, Stany Zjednoczone) | Tanja Volčjak         | 65,0    | 85,0      | 66,5            | 89,8    | 784,1        |       |      |       |       |
| 3.               | Drużyna mieszana I (Słowenia, Stany Zjednoczone) | Lindsey Van           | 70,0    | 102,0     | 69,5            | 101,9   | 784,1        |       |      |       |       |
| 3.               | Drużyna mieszana I (Słowenia, Stany Zjednoczone) | Monika Pogladič       | 73,0    | 106,6     | 66,5            | 88,3    | 784,1        |       |      |       |       |
| 3.               | Drużyna mieszana I (Słowenia, Stany Zjednoczone) | Jessica Jerome        | 72,0    | 103,4     | 73,0            | 107,1   | 784,1        |       |      |       |       |
| 4.               | Norwegia                                         | Stine Lobben          | 63,5    | 81,7      | 65,0            | 86,0    | 770,5        |       |      |       |       |
| 4.               | Norwegia                                         | Kristin Fridtun       | 64,5    | 84,4      | 66,0            | 87,2    | 770,5        |       |      |       |       |
| 4.               | Norwegia                                         | Line Jahr             | 69,5    | 99,9      | 72,0            | 105,4   | 770,5        |       |      |       |       |
| 4.               | Norwegia                                         | Anette Sagen          | 74,5    | 109,4     | 77,5            | 116,5   | 770,5        |       |      |       |       |
| 5.               | Japonia                                          | Rieko Kanai           | 71,5    | 102,3     | 73,0            | 105,1   | 769,3        |       |      |       |       |
| 5.               | Japonia                                          | Misaki Shigeno        | 65,0    | 87,5      | 66,5            | 91,8    | 769,3        |       |      |       |       |
| 5.               | Japonia                                          | Ayumi Watase          | 74,5    | 110,9     | 73,0            | 109,1   | 769,3        |       |      |       |       |
| 5.               | Japonia                                          | Izumi Yamada          | 65,0    | 89,0      | 68,0            | 73,6    | 769,3        |       |      |       |       |
| 6.               | Niemcy II                                        | Heidi Roth            | 67,5    | 93,0      | 66,5            | 89,8    | 723,7        |       |      |       |       |
| 6.               | Niemcy II                                        | Kristin Schmidt       | 66,5    | 91,8      | 68,5            | 95,7    | 723,7        |       |      |       |       |
| 6.               | Niemcy II                                        | Laura Gruß            | 64,5    | 86,9      | 69,0            | 98,3    | 723,7        |       |      |       |       |
| 6.               | Niemcy II                                        | Stefanie Krieg        | 61,5    | 80,8      | 64,5            | 87,4    | 723,7        |       |      |       |       |
| 7.               | Drużyna mieszana II (Szwecja, Szwajcaria)        | Rosemarie Wenk        | 67,0    | 92,4      | 64,0            | 84,8    | 708,0        |       |      |       |       |
| 7.               | Drużyna mieszana II (Szwecja, Szwajcaria)        | Sandra Brännlund      | 58,0    | 69,6      | 60,0            | 74,0    | 708,0        |       |      |       |       |
| 7.               | Drużyna mieszana II (Szwecja, Szwajcaria)        | Erika Westlund        | 64,5    | 87,4      | 66,5            | 93,3    | 708,0        |       |      |       |       |
| 7.               | Drużyna mieszana II (Szwecja, Szwajcaria)        | Helena Olsson         | 75,0    | 89,0      | 77,5            | 117,5   | 708,0        |       |      |       |       |
| 8.               | Austria II                                       | Kerstin Mörtl         | 57,0    | 66,4      | 58,0            | 68,1    | 603,5        |       |      |       |       |
| 8.               | Austria II                                       | Petra Mörtl           | 63,5    | 81,2      | 60,5            | 74,6    | 603,5        |       |      |       |       |
| 8.               | Austria II                                       | Tanja Drage           | 59,0    | 71,8      | 61,5            | 79,3    | 603,5        |       |      |       |       |
| 8.               | Austria II                                       | Katrin Stefaner       | 63,5    | 82,2      | 62,0            | 79,9    | 603,5        |       |      |       |       |
| 9.               | Niemcy III                                       | Nicole Hauer          | 64,0    | 83,8      | 66,5            | 89,8    | 511,2        |       |      |       |       |
| 9.               | Niemcy III                                       | Brigit Tuss           | 66,0    | 88,2      | 69,0            | 95,3    | 511,2        |       |      |       |       |
| 9.               | Niemcy III                                       | Anna Häfele           | 59,0    | 71,3      | 64,0            | 82,8    | 511,2        |       |      |       |       |
| 10.              | Francja                                          | Camille Lizon Au Crie | 65,5    | 85,1      | 70,5            | 96,6    | 481,8        |       |      |       |       |
| 10.              | Francja                                          | Lydie Bernard         | 58,5    | 70,7      | 60,5            | 75,6    | 481,8        |       |      |       |       |
| 10.              | Francja                                          | Virginie Reynaud      | 60,0    | 74,5      | 61,5            | 79,3    | 481,8        |       |      |       |       |

### Baiersbronn

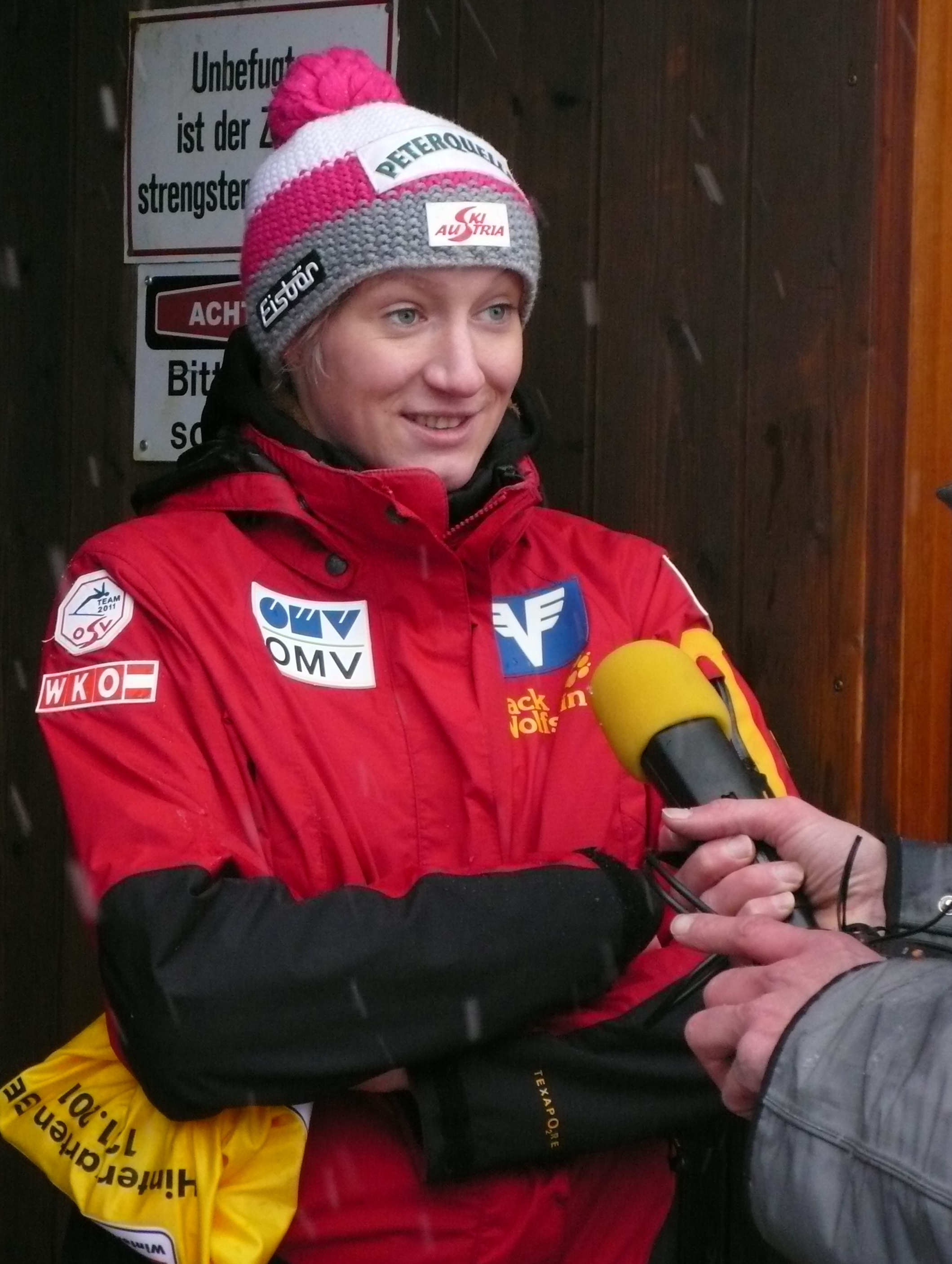
Daniela Iraschko – druga zawodniczka przedostatniego konkursu w Baiersbronn oraz klasyfikacji łącznej FIS Ladies Grand Prix w sezonie 2001/2002.

Trzy dni po konkursie drużynowym w Breitenbergu, przeprowadzony został trzeci indywidualny konkurs FLGP, na skoczni Große Ruhestein (K-85) w Baiersbronn. W pierwszej serii trzem zawodniczkom udało się uzyskać odległość powyżej punktu konstrukcyjnego, umieszczonego na 85 metrze. Najdalej skoczyła Daniela Iraschko i Anette Sagen (85,5 m). Drugą odległość serii uzyskała Helena Olsson (85,0 m), jednak dzięki bardzo dobrym notom za styl, plasowała się przed wcześniej wspomnianymi zawodniczkami. Na prowadzeniu po pierwszej serii była Olsson, o 1,5 punktu przed Ganster i o dwa punkty przed Sagen.
W serii finałowej wystartowało dwadzieścia dziewięć zawodniczek, spośród których siedemnaście osiągnęło odległość 70 metrów, natomiast cztery osiągnęły odległość powyżej punktu konstrukcyjnego umieszczonego na 85 metrze. Pierwszą, która tego dokonała, była Eva Ganster, która uzyskała 85,0 metrów. Rezultat ten został poprawiony przez trzecią zawodniczkę pierwszej serii, Anette Sagen (86,0 m). Prowadząca po pierwszej serii Szwedka Helena Olsson, uzyskała o trzy metry lepszy rezultat niż wcześniej wspomniana Norweżka. Zwyciężczynią konkursu została zatem Olsson, a na kolejnych stopniach podium stanęły Iraschko i Sagen.
Podczas konkursu temperatura powietrza wynosiła +0,5 °C.

#### Wyniki zawodów (06.02.2002)
| 1.  | Helena Olsson         | Szwecja           | 85,0 | 115,0 | 88,5 | 118,5 | 233,5 |
| 2.  | Daniela Iraschko      | Austria           | 85,5 | 113,5 | 85,5 | 117,0 | 230,5 |
| 3.  | Anette Sagen          | Norwegia          | 85,5 | 113,0 | 86,0 | 114,0 | 227,0 |
| 4.  | Eva Ganster           | Austria           | 75,5 | 93,5  | 85,5 | 117,5 | 211,0 |
| 5.  | Monika Pogladič       | Słowenia          | 79,0 | 97,5  | 76,0 | 92,5  | 190,0 |
| 6.  | Lindsey Van           | Stany Zjednoczone | 76,0 | 97,0  | 73,0 | 92,0  | 189,0 |
| 7.  | Izumi Yamada          | Japonia           | 75,0 | 92,5  | 75,5 | 95,5  | 188,0 |
| 8.  | Ann-Kathrin Reger     | Niemcy            | 72,5 | 85,5  | 78,0 | 99,5  | 185,0 |
| 9.  | Jessica Jerome        | Stany Zjednoczone | 73,0 | 84,5  | 80,0 | 99,5  | 184,0 |
| 10. | Line Jahr             | Norwegia          | 75,0 | 90,5  | 74,5 | 92,0  | 182,5 |
| 11. | Angelika Kühorn       | Niemcy            | 75,0 | 87,5  | 74,0 | 87,5  | 175,0 |
| 12. | Ayumi Watase          | Japonia           | 71,0 | 83,5  | 74,5 | 91,0  | 174,5 |
| 13. | Magdalena Kubli       | Austria           | 75,0 | 88,0  | 73,0 | 85,0  | 173,0 |
| 14. | Rieko Kanai           | Japonia           | 73,0 | 86,0  | 73,0 | 85,5  | 171,5 |
| 15. | Kristin Schmidt       | Niemcy            | 68,5 | 75,0  | 75,0 | 90,0  | 165,0 |
| 16. | Erika Westlund        | Szwecja           | 69,0 | 80,0  | 68,5 | 79,5  | 159,5 |
| 17. | Ulrike Gräßler        | Niemcy            | 69,0 | 74,0  | 70,0 | 75,5  | 149,5 |
| 18. | Verena Floss          | Austria           | 68,0 | 71,0  | 71,0 | 78,0  | 149,0 |
| 19. | Rosemarie Wenk        | Szwajcaria        | 61,5 | 64,0  | 69,0 | 78,5  | 142,5 |
| 19. | Kristin Fridtun       | Norwegia          | 68,0 | 70,5  | 68,5 | 72,0  | 142,5 |
| 21. | Tanja Volčjak         | Słowenia          | 65,0 | 68,5  | 68,5 | 73,0  | 141,5 |
| 22. | Virginie Reynaud      | Francja           | 64,0 | 66,0  | 68,0 | 72,0  | 138,0 |
| 23. | Katrin Stefaner       | Austria           | 64,0 | 66,5  | 65,0 | 66,0  | 132,5 |
| 24. | Brigit Tuss           | Niemcy            | 62,5 | 58,0  | 64,0 | 62,5  | 120,5 |
| 25. | Stine Lobben          | Norwegia          | 64,0 | 61,0  | 60,0 | 52,5  | 113,5 |
| 26. | Misaki Shigeno        | Japonia           | 61,5 | 56,0  | 62,5 | 57,0  | 113,0 |
| 27. | Laura Gruß            | Niemcy            | 58,0 | 52,5  | 61,5 | 59,5  | 112,0 |
| 28. | Camille Lizon Au Crie | Francja           | 57,5 | 45,5  | 59,0 | 48,5  | 94,0  |
| 29. | Sandra Brännlund      | Szwecja           | 50,0 | 28,0  | 51,0 | 30,0  | 58,0  |
| 30. | Michaela Schmidt      | Niemcy            | 62,0 | 57,5  | –    | –     | 57,5  |

### Schönwald

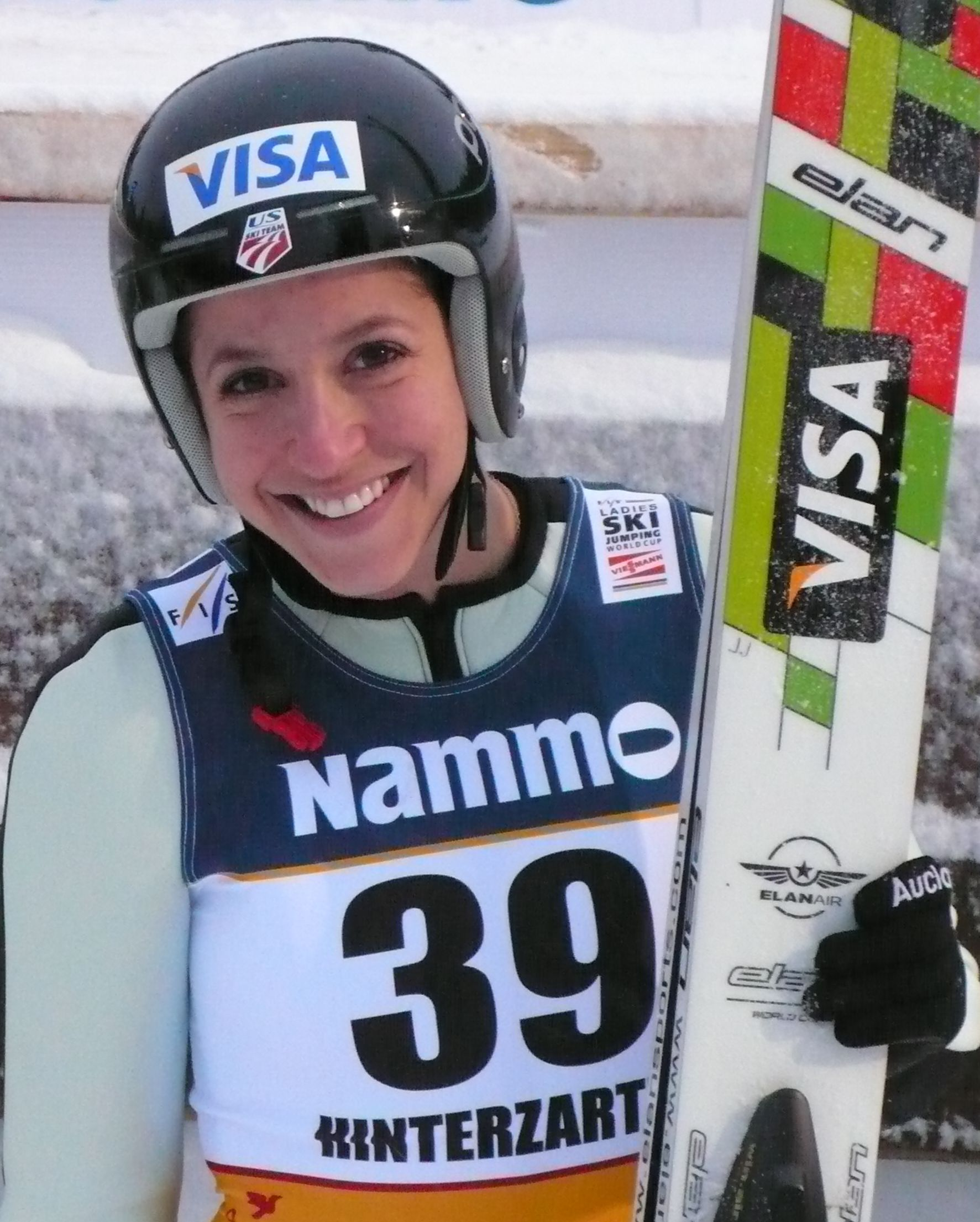
15 letnia Jessica Jerome – szósta zawodniczka konkursu w Schönwaldzie i siódma klasyfikacji łącznej FLGP.

Ostatni konkurs FIS Ladies Grand Prix 2002 przeprowadzono 9 lutego na skoczni Adlerschanze w Schönwaldzie. Pierwsza zawodniczką która uzyskała rezultat 70 metrowy była Angelika Kühorn (71,0 m). Niemka pozostawała na pierwszej pozycji aż do skoku 12. zawodniczki konkursu, Michaeli Schmidt, która skoczyła 75,0 metrów, dzięki czemu została nową liderką konkursu z przewagą 12,5 punktu nad drugą w klasyfikacji Kühorn. Dwanaście kolejnych zawodniczek, nie zdołało uzyskać rezultatu powyżej 75 metrów, dopiero skacząca z numerem 24. Izumi Yamada wylądowała na 79 metrze, dzięki czemu wyszła na 9,5 punktowe prowadzenie. Japonka utrzymywała się na prowadzeniu przez trzy kolejne skoki. Startująca z 28. numerem Austriaczka Eva Ganster uzyskała 88,0 metrów, przy dziewiętnasto punktowych notach za styl, co pozwoliło jej objąć prowadzenie z dużą przewagą ponad 20 punktów. Skacząca po niej Szwedka Helena Olsson lądowała 4 metry dalej, jednak dzięki słabszym notom za styl została sklasyfikowana ex aequo z Austriaczką Ganster. Ostatnia zawodniczka - Anette Sagen również uzyskała rezultat 90 metrowy (90,5 metra), jednak podobnie jak Szwedka dostała gorsze noty za styl. Po pierwszej serii pierwsze miejsce zajmowała Eva Ganster ex aequo z Heleną Olsson, a trzecie miejsce przypadało Anette Sagen.
Druga seria została przerwana, w związku z upadkiem Szwajcarki Rosemarie Wenk. Wyniki po pierwszej serii, zostały uznane za wyniki ostateczne.
Podczas zawodów było pochmurno, temperatura wynosiła 5 °C i wiał południowo-zachodni wiatr.

#### Wyniki zawodów (09.02.2002)
| 1.  | Helena Olsson         | Szwecja           | 92,0 | 125,0 | 125,0 |
| 1.  | Eva Ganster           | Austria           | 88,0 | 125,0 | 125,0 |
| 3.  | Anette Sagen          | Norwegia          | 90,5 | 124,0 | 124,0 |
| 4.  | Izumi Yamada          | Japonia           | 79,0 | 104,5 | 104,5 |
| 5.  | Ann-Kathrin Reger     | Niemcy            | 79,5 | 100,0 | 100,0 |
| 6.  | Jessica Jerome        | Stany Zjednoczone | 77,0 | 98,0  | 98,0  |
| 6.  | Daniela Iraschko      | Austria           | 78,0 | 98,0  | 98,0  |
| 8.  | Michaela Schmidt      | Niemcy            | 75,0 | 95,0  | 95,0  |
| 9.  | Line Jahr             | Norwegia          | 75,0 | 94,5  | 94,5  |
| 10. | Magdalena Kubli       | Austria           | 74,5 | 93,0  | 93,0  |
| 11. | Monika Pogladič       | Słowenia          | 75,0 | 91,5  | 91,5  |
| 12. | Lindsey Van           | Stany Zjednoczone | 71,0 | 87,0  | 87,0  |
| 13. | Angelika Kühorn       | Niemcy            | 71,0 | 82,5  | 82,5  |
| 14. | Ayumi Watase          | Japonia           | 68,5 | 80,0  | 80,0  |
| 15. | Virginie Reynaud      | Francja           | 68,0 | 77,5  | 77,5  |
| 16. | Verena Floss          | Austria           | 69,5 | 75,0  | 75,0  |
| 16. | Ulrike Gräßler        | Niemcy            | 69,0 | 75,0  | 75,0  |
| 18. | Katrin Stefaner       | Austria           | 64,0 | 69,0  | 69,0  |
| 19. | Rieko Kanai           | Japonia           | 65,5 | 68,5  | 68,5  |
| 20. | Tanja Volčjak         | Słowenia          | 64,5 | 67,5  | 67,5  |
| 21. | Rosemarie Wenk        | Szwajcaria        | 64,0 | 67,0  | 67,0  |
| 22. | Camille Lizon Au Crie | Francja           | 63,0 | 59,5  | 59,5  |
| 23. | Brigit Tuss           | Niemcy            | 61,0 | 59,0  | 59,0  |
| 24. | Kristin Fridtun       | Norwegia          | 61,0 | 56,0  | 56,0  |
| 25. | Misaki Shigeno        | Japonia           | 61,0 | 54,5  | 54,5  |
| 26. | Stine Lobben          | Norwegia          | 59,0 | 50,5  | 50,5  |
| 27. | Lydie Bernard         | Francja           | 58,0 | 48,0  | 48,0  |
| 28. | Laura Gruß            | Niemcy            | 55,0 | 47,5  | 47,5  |
| 29. | Sandra Brännlund      | Szwecja           | 55,0 | 41,0  | 41,0  |

## Klasyfikacja generalna turnieju
Poniżej znajduje się końcowa klasyfikacja FIS Ladies Grand Prix 2002 po przeprowadzeniu czterech konkursów. Łącznie, w tej edycji FIS Ladies Grand Prix sklasyfikowanych zostało 41 zawodniczek z dziewięciu państw.
| Miejsce | Zawodniczka           | Saalfelden | Breitenberg | Baiersbronn | Schönwald  | Punkty | Strata do liderki |
| ------- | --------------------- | ---------- | ----------- | ----------- | ---------- | ------ | ----------------- |
| 01.     | Daniela Iraschko      | 258,0 (1)  | 252,2 (1)   | 230,5 (2)   | 098,0 (6)  | 838,7  | 0–                |
| 02.     | Anette Sagen          | 241,5 (2)  | 243,1 (2)   | 227,0 (3)   | 124,0 (3)  | 835,6  | 03,1              |
| 03.     | Helena Olsson         | 217,0 (3)  | 237,1 (3)   | 233,5 (1)   | 125,0 (1)  | 812,6  | 026,1             |
| 04.     | Eva Ganster           | 216,5 (4)  | 228,9 (4)   | 211,0 (4)   | 125,0 (1)  | 781,4  | 057,3             |
| 05.     | Ann-Kathrin Reger     | 189,5 (7)  | 201,9 (10)  | 185,0 (8)   | 100,0 (5)  | 676,4  | 162,3             |
| 06.     | Izumi Yamada          | 163,5 (14) | 208,4 (5)   | 188,0 (7)   | 104,5 (4)  | 664,4  | 174,3             |
| 07.     | Jessica Jerome        | 181,5 (8)  | 200,3 (13)  | 184,0 (9)   | 098,0 (6)  | 663,8  | 174,9             |
| 08.     | Ayumi Watase          | 200,6 (6)  | 202,6 (9)   | 174,5 (12)  | 080,0 (14) | 657,1  | 181,6             |
| 09.     | Monika Pogladič       | 171,5 (11) | 196,8 (15)  | 190,0 (5)   | 091,5 (11) | 649,8  | 188,9             |
| 10.     | Line Jahr             | 170,5 (12) | 200,9 (12)  | 182,5 (10)  | 094,5 (9)  | 648,4  | 190,3             |
| 11.     | Magdalena Kubli       | 173,0 (10) | 205,4 (7)   | 173,0 (13)  | 093,0 (10) | 644,4  | 194,3             |
| 12.     | Lindsey Van           | 153,0 (16) | 199,3 (14)  | 189,0 (6)   | 087,0 (12) | 628,3  | 210,4             |
| 13.     | Rieko Kanai           | 147,5 (17) | 201,6 (11)  | 171,5 (14)  | 068,5 (19) | 589,1  | 249,6             |
| 14.     | Ulrike Gräßler        | 125,0 (20) | 193,6 (17)  | 149,5 (17)  | 075,0 (16) | 543,1  | 295,6             |
| 15.     | Rosemarie Wenk        | 132,5 (19) | 196,6 (16)  | 142,5 (19)  | 067,0 (21) | 538,6  | 300,1             |
| 16.     | Michaela Schmidt      | 157,0 (15) | 203,5 (8)   | 057,5 (30)  | 095,0 (8)  | 513,0  | 325,7             |
| 17.     | Verena Floss          | 122,0 (21) | 166,9 (23)  | 149,0 (18)  | 075,0 (16) | 512,9  | 325,8             |
| 18.     | Erika Westlund        | 177,5 (9)  | 174,3 (20)  | 159,5 (16)  |            | 511,3  | 327,4             |
| 19.     | Laura Gruß            | 169,5 (13) | 160,5 (28)  | 112,0 (27)  | 047,5 (28) | 489,5  | 349,2             |
| 20.     | Kristin Schmidt       | 146,5 (18) | 171,2 (21)  | 165,0 (15)  |            | 482,7  | 356,0             |
| 21.     | Tanja Volčjak         | 101,5 (25) | 164,0 (26)  | 141,5 (21)  | 067,5 (20) | 474,5  | 364,2             |
| 22.     | Katrin Stefaner       | 110,5 (22) | 159,9 (29)  | 132,5 (23)  | 069,0 (18) | 471,9  | 366,8             |
| 23.     | Angelika Kühorn       |            | 206,0 (6)   | 175,0 (11)  | 082,5 (13) | 463,5  | 375,2             |
| 24.     | Virginie Reynaud      | 099,5 (28) | 141,3 (36)  | 138,0 (22)  | 077,5 (15) | 456,3  | 382,4             |
| 25.     | Kristin Fridtun       | 102,0 (24) | 148,6 (34)  | 142,5 (19)  | 056,0 (24) | 449,1  | 389,6             |
| 26.     | Brigit Tuss           | 097,0 (30) | 164,1 (25)  | 120,5 (24)  | 059,0 (23) | 440,6  | 398,1             |
| 27.     | Misaki Shigeno        | 098,0 (29) | 164,8 (24)  | 113,0 (26)  | 054,5 (25) | 430,3  | 408,4             |
| 28.     | Camille Lizon Au Crie | 100,0 (27) | 161,1 (27)  | 094,0 (28)  | 059,5 (22) | 414,6  | 424,1             |
| 29.     | Stine Lobben          | 087,5 (32) | 145,8 (35)  | 113,5 (25)  | 050,5 (26) | 379,3  | 441,4             |
| 30.     | Sandra Brännlund      | 091,5 (31) | 125,7 (39)  | 058,0 (29)  | 041,0 (29) | 316,2  | 522,5             |
| 31.     | Lydie Bernard         | 073,5 (34) | 151,7 (33)  |             | 048,0 (27) | 273,2  | 565,5             |
| 32.     | Tanja Drage           | 101,5 (25) | 153,2 (31)  |             |            | 254,7  | 584,0             |
| 33.     | Petra Mörtl           | 084,5 (33) | 152,5 (32)  |             |            | 237,0  | 601,7             |
| 34.     | Henriette Smeby       | 210,0 (5)  |             |             |            | 210,0  | 628,7             |
| 35.     | Stefanie Krieg        |            | 183,0 (18)  |             |            | 183,0  | 655,7             |
| 36.     | Nicole Hauer          |            | 175,7 (19)  |             |            | 175,7  | 663,0             |
| 37.     | Heidi Roth            |            | 167,4 (22)  |             |            | 167,4  | 671,3             |
| 38.     | Jenna Mohr            |            | 157,3 (30)  |             |            | 157,3  | 681,4             |
| 39.     | Anna Häfele           |            | 135,9 (37)  |             |            | 135,9  | 702,8             |
| 40.     | Kerstin Mörtl         |            | 134,8 (38)  |             |            | 134,8  | 703,9             |
| 41.     | Linda Eriksson        | 107,0 (23) |             |             |            | 107,0  | 731,7             |

## Składy reprezentacji
Poniższa tabela zawiera składy wszystkich dziewięciu reprezentacji, które uczestniczyły w FIS Ladies Grand Prix 2002. W nawiasie obok nazwy kraju podana została liczba zawodniczek z poszczególnych państw. W tabeli przedstawiono wyniki zajmowane przez zawodniczki we wszystkich konkursach oraz miejsca w poprzedniej edycji turnieju.
| Zawodniczka           | Data urodzenia       | Miejsce w FLGP 2001 | Starty w FLGP 2002 | Starty w FLGP 2002 | Starty w FLGP 2002 | Starty w FLGP 2002 | Źródło |
| Zawodniczka           | Data urodzenia       | Miejsce w FLGP 2001 | Saalfelden         | Breitenberg        | Baiersbronn        | Schönwald          | Źródło |
| --------------------- | -------------------- | ------------------- | ------------------ | ------------------ | ------------------ | ------------------ | ------ |
| Austria (8)           |                      |                     |                    |                    |                    |                    |        |
| Tanja Drage           | 19 listopada 1987    | –                   | 25                 | 31                 | –                  | –                  | [ 23 ] |
| Verena Floss          | 5 kwietnia 1986      | 30                  | 21                 | 23                 | 18                 | 16                 | [ 24 ] |
| Eva Ganster           | 30 marca 1978        | 3                   | 4                  | 4                  | 4                  | 1                  | [ 25 ] |
| Daniela Iraschko      | 21 listopada 1983    | 1                   | 1                  | 1                  | 2                  | 6                  | [ 26 ] |
| Magdalena Kubli       | 7 listopada 1985     | 5                   | 10                 | 7                  | 13                 | 10                 | [ 27 ] |
| Kerstin Mörtl         | 12 sierpnia 1989     | –                   | –                  | 38                 | –                  | –                  | [ 28 ] |
| Petra Mörtl           | 1987                 | –                   | 33                 | 32                 | –                  | –                  | [ 29 ] |
| Katrin Stefaner       | 20 stycznia 1987     | –                   | 22                 | 29                 | 23                 | 18                 | [ 30 ] |
| Francja (3)           |                      |                     |                    |                    |                    |                    |        |
| Lydie Bernard         | 26 marca 1984        | 23                  | 34                 | 33                 | –                  | –                  | [ 31 ] |
| Camille Lizon Au Crie | 10 listopada 1985    | –                   | 27                 | 27                 | 28                 | 22                 | [ 32 ] |
| Virginie Reynaud      | 11 czerwca 1986      | –                   | 28                 | 36                 | 22                 | 15                 | [ 33 ] |
| Japonia (4)           |                      |                     |                    |                    |                    |                    |        |
| Rieko Kanai           | 4 listopada 1981     | 25                  | 17                 | 11                 | 14                 | 19                 | [ 34 ] |
| Misaki Shigeno        | 5 listopada 1986     | –                   | 29                 | 24                 | 26                 | 25                 | [ 35 ] |
| Ayumi Watase          | 18 lipca 1984        | 7                   | 6                  | 9                  | 12                 | 14                 | [ 36 ] |
| Izumi Yamada          | 28 sierpnia 1978     | 6                   | 14                 | 5                  | 7                  | 4                  | [ 37 ] |
| Niemcy (12)           |                      |                     |                    |                    |                    |                    |        |
| Laura Gruß            | 3 maja 1983          | 27                  | 13                 | 28                 | 27                 | 28                 | [ 38 ] |
| Ulrike Gräßler        | 17 maja 1987         | –                   | 20                 | 17                 | 17                 | 16                 | [ 39 ] |
| Nicole Hauer          | 9 marca 1987         | 32                  | –                  | 19                 | –                  | –                  | [ 40 ] |
| Anna Häfele           | 26 czerwca 1989      | –                   | –                  | 37                 | –                  | –                  | [ 41 ] |
| Stefanie Krieg        | 2 czerwca 1981       | 15                  | –                  | 18                 | –                  | –                  | [ 42 ] |
| Angelika Kühorn       | 8 lipca 1986         | 31                  | –                  | 6                  | 11                 | 13                 | [ 43 ] |
| Jenna Mohr            | 15 kwietnia 1987     | 24                  | –                  | 30                 | –                  | –                  | [ 44 ] |
| Ann-Kathrin Reger     | 2 marca 1988         | 13                  | 7                  | 10                 | 8                  | 5                  | [ 45 ] |
| Heidi Roth            | 11 października 1984 | 8                   | –                  | 22                 | –                  | –                  | [ 46 ] |
| Kristin Schmidt       | 18 października 1983 | 20                  | 18                 | 21                 | 15                 | –                  | [ 47 ] |
| Michaela Schmidt      | 27 listopada 1983    | 9                   | 15                 | 8                  | 30                 | 8                  | [ 48 ] |
| Brigit Tuss           | 18 czerwca 1985      | –                   | 30                 | 25                 | 24                 | 23                 | [ 49 ] |
| Norwegia (5)          |                      |                     |                    |                    |                    |                    |        |
| Kristin Fridtun       | 9 listopada 1987     | –                   | 24                 | 34                 | 19                 | 24                 | [ 50 ] |
| Line Jahr             | 16 stycznia 1984     | 14                  | 12                 | 12                 | 10                 | 9                  | [ 51 ] |
| Stine Lobben          | 26 kwietnia 1986     | 29                  | 32                 | 35                 | 25                 | 26                 | [ 52 ] |
| Anette Sagen          | 10 stycznia 1985     | 10                  | 2                  | 2                  | 3                  | 3                  | [ 53 ] |
| Henriette Smeby       | 13 listopada 1986    | 2                   | 5                  | –                  | –                  | –                  | [ 54 ] |
| Słowenia (2)          |                      |                     |                    |                    |                    |                    |        |
| Monika Pogladič       | 5 kwietnia 1987      | –                   | 11                 | 15                 | 5                  | 11                 | [ 55 ] |
| Tanja Volčjak         | 1984                 | 17                  | 25                 | 26                 | 21                 | 20                 | [ 56 ] |
| Stany Zjednoczone (2) |                      |                     |                    |                    |                    |                    |        |
| Jessica Jerome        | 8 lutego 1987        | –                   | 8                  | 13                 | 9                  | 6                  | [ 57 ] |
| Lindsey Van           | 27 listopada 1984    | 4                   | 16                 | 14                 | 6                  | 12                 | [ 58 ] |
| Szwajcaria (1)        |                      |                     |                    |                    |                    |                    |        |
| Rosemarie Wenk        | 1987                 | –                   | 19                 | 16                 | 19                 | 21                 | [ 59 ] |
| Szwecja (4)           |                      |                     |                    |                    |                    |                    |        |
| Sandra Brännlund      | b.d.                 | –                   | 31                 | 39                 | 29                 | 29                 |        |
| Linda Eriksson        | 1981                 | –                   | 23                 | –                  | –                  | –                  | [ 60 ] |
| Helena Olsson         | 15 listopada 1983    | 16                  | 3                  | 3                  | 1                  | 1                  | [ 61 ] |
| Erika Westlund        | 1983                 | 21                  | 9                  | 20                 | 16                 | –                  |        |